# Bacteroides fragilis
Bacteroides fragilis é uma espécie de bactéria bacilar, Gram-negativa, obrigatoriamente anaeróbia, imóvel, encapsulada e não-esporuladora. É parte da microbiota normal do intestino delgado e cólon humano e de outros animais e geralmente é comensal (não faz mal), mas pode causar infecções, caso migre do intestino para a corrente sanguínea ou peritôneo após cirurgia, doença, ou trauma.
O desequilíbrio da microbiota normal de cepas enterotóxicas pode causar enterite, diarreia e formar abcessos, principalmente em crianças menores de 2 anos.

## Resistências
São resistentes a betalactâmicos porque produzem betalactamase. São suscetíveis a metronidazol e carbapenema.